# Secretaria General de Transport
La Secretaria General de Transport és una secretaria general espanyola depenent de la Secretaria d'Estat d'Infraestructures, Transport i Habitatge encarregada de l'ordenació general del transport terrestre, marítim i aeri de competència estatal.

## Funcions
L'article 5 del Reial decret 362/2017 li atorga les següents funcions:
- L'adreça i coordinació de l'exercici de les competències de les direccions generals dependents de la Secretaria General i la proposta i formulació dels seus objectius i plans d'actuació.
- L'assistència a la Secretaria d'Estat en la supervisió dels programes d'actuació plurianual i de la gestió dels organismes i entitats adscrits a la mateixa.
- El control de l'execució dels programes d'inversió de les direccions generals i l'assistència a la Secretaria d'Estat en el control de l'execució dels programes d'inversió dels organismes i entitats adscrits a la Secretaria d'Estat, amb vista a la consecució dels objectius fixats, vetllant per l'agilitat i eficàcia dels procediments de contractació i gestió.
- L'adopció dels plans d'avaluació del rendiment del sistema de navegació aèria i aeroports en l'àmbit de les polítiques nacionals i comunitàries, així com el seguiment dels objectius a través dels organismes públics dependents de la Secretaria General.
- L'elevació de propostes a la Secretaria d'Estat d'Infraestructures, Transport i Habitatge amb relació a la fixació de criteris en els processos de planificació a què es refereix l'article 2.1 del Reial decret.
- L'elevació de propostes a la Secretaria d'Estat d'Infraestructures, Transport i Habitatge en relació als plans metropolitans de mobilitat sostenible, en relació amb les matèries de competència de totes les Direccions generals, Agències i Entitats Públiques Empresarials dependents de la Secretaria General.
- La coordinació de la participació dels òrgans directius pertanyents a la Secretaria General de Transport en el desenvolupament i aplicació de la normativa comunitària en matèria de transportis aeri, terrestre i marítim.
- L'execució dels estudis sectorials necessaris, amb la finalitat de detectar disfuncions i les necessitats i demandes socials en el transport terrestre, aeri i marítim.
- La proposta dels serveis mínims de caràcter obligatori per assegurar la prestació dels serveis essencials de transport terrestre, aeri i marítim.
- L'elaboració d'estudis per a l'anàlisi del sistema de transport, així com la recopilació i integració de la informació necessària, per proporcionar una visió integrada del funcionament de totes les maneres i de la seva intermodalitat.
- La participació, seguiment i control de la política de transports de la Unió Europea en relació amb els programes europeus de navegació per satèl·lit, així com la coordinació de les actuacions dels diferents departaments en la matèria, assumint la secretaria del Grup Interministerial per a la coordinació de l'actuació del Estat Espanyol als programes europeus de navegació per satèl·lit.
- El seguiment i anàlisi de les polítiques i mesures de lluita contra el canvi climàtic, millora de la qualitat de l'aire i estalvi i eficiència energètica en el sector del transport, així com el suport tècnic a la formulació de les estratègies de resposta a aquests reptes ambientals i energètics, i la coordinació en el compliment de les obligacions d'informació i en la representació del Departament en òrgans col·legiats relacionats amb aquestes matèries.

## Estructura orgànica
De la Secretaria General depenen els òrgans directius següents:
- La Direcció general d'Aviació Civil.
- La Direcció general de la Marina Mercant.
- La Direcció general de Transport Terrestre.
- El Gabinet Tècnic de la Secretaria General.
- La Divisió d'Estudis i Tecnologia del Transport.
- Comissió per a la coordinació del transport de mercaderies perilloses.
- Comissió per a la coordinació del transport de mercaderies peribles.

### Organismes adscrits
- Agència Estatal de Seguretat Aèria (AESA).
- Societat de Salvament i Seguretat Marítima (SASEMAR), comunament coneguda com a Salvament Marítim.
- Comissió Nacional de Salvament Marítim.